# Позориште Мерле Рескин
 Позориште Мерле Рескин је позориште које се налази у Чикагу, а првобитно се звало Блекстоун позориште, данашње име добило је 1910. године. Мерле Рескин данас је део Универзитета ди Пол а такође се користи и за догађаје и представе других група. Служи као дом серије Чикашке игре за породице и младу публику у продукцији Глумачке школе на Унитерзитету ди Пол.
Зграду су дизајнирали Маршал и Фок, а развили су је Трејси С. Драке и Џон Дрејк из хотела Дрејк, на некадашњем месту виле Тимоти Блекстоун. Позориште има богату историју живих представа, а продукције које овде наступају често су награђевине за свој рад. 

## Изградња
Архитекти који су 1910. године пројектовали ново позориште били су Бенџамин Маршал и Чарлс Фок из фирме Маршал и Фок, који су 1909. осмислили и суседни хотел Блекстоун, као и хотел, позориште је добило име по Тимотију Блекстоуну чији је летниковац раније био на овом месту.. Првобитна адреса била је на двору Хубард, који је касније преименован у Седма улица, а поново је преименован у Ист Балбо Драјв, тренутно име. Зграда је висока шест спратова и изграђена је у француском ренесансном стилу. Изграђено само седам година након пожара Ирокезовог позоришта, позориште је морало бити ватроотпорно, а руководство је тврдило да се аудиторијум може испразнити за три минута у случају пожара. Капацитет седећих места био је 1.400 до 1988. године, када су је извршена обнова и стварање места за хендикепиране особе смањиле, па се број места смањио на 1325. 
Пројектанти хотела Блекстоун и данашњег позоришта Мерле Рескин били су Трејси С. Дрејк и Џон Дрејк, познатији као архитекти и власници хотела Дрејк. Њихов отац, Џон Дрејк (1826-1895), био је пословни партнер компаније Блекстоун. Зграда Блекстоун позоришта директно је резултирала затварачем старијег, оближњег позоришта Олимпије.

## Позоришна компанија Блекстоун
У доба када се већина забаве одвијала уживо на позорници, отварање новог позоришта сматрало се толико битним да су о њему извештавале велике новине. Предложено отварање Блекстоуна чак је приметио и Њујорк Тајмс који је средином јула 1909. написао: "... Ново Блекстоун позориште, који ће ускоро бити постављен на Хубард Плејсу у Чикагу ... има ће велики капацитет седишта и треба да буде опремљено свим модерним позоришним уређајима. Позориште ће бити по узору на позориште Њу Амстердам у овом граду [Њујорк] ... " Чикаго Трибјун је такође најавио отварање позориште, а у причи на насловној страни новине су детаљније објавиле оно што је Тајмс известио. Ново позориште представило је продукције Чарлса Фромана, који је позориштем управљао заједно са Клавом & Ерлангером; тројац је био удружен под називом Позоришна компанија Блекстоун (што је било део њиховог већег позоришног синдиката, формираног 1896.) Чланак Трибјун из јула 1909. године такође је нагласио да ће ово ново позориште бити украшено као „палата филмова”, способна да смести око 1.200 људи и да њена изградња коша више од пола милиона долара. 
 Позориште Блекстоун званично је отворено 31. децембра 1910. године премијером најновије представе драматурга из Чикага Џорџа Адеа, под називом „Амерички министар Бедло”. Била је то комедија у којој је глумио Вилиам Х. Крејн, а критичари су били импресионирани представом и по лепоти сценографије.
Блелстоуном је управљао Хари Ц. Пауверс, бизнисмен из Чикага који има велико позоришно искуство: радио је од својих раних дана као послужитељ, да би на крају постао један од најпоузданијих сарадника господина Ерлангера; Прве продукције Блекстоуна садржавале су неке од најпознатијих извођача и драматурга из те епохе - на пример, након што је „амерички министар Бедлое” у продукцију је стигао и комад Дејвида Беласка, „Повратак Петера Грима”, а у главној улози био е Дејвид Варфилд. Многе продукције су већ биле добро примљене у Њујорку пре доласка у Блекстоун, попут друге представе у којој је глумио глумац Вилијам Х. Крејн, „Сенатор чува кућу”. Али док су неке од ових продукција биле једнаке верзије оних из Њујорка, позоришни критичар Трибјуна Хамонд у више наврата је приметио да чикашким компанијама недостају највеће звезде. Упркос томе, компаније за гостовање које су наступале у Блекстоуну обично су радиле добар посао и Хамонд их је похвалио за „ефикасне” продукције. Овај тренд представљања верзија турнејских компанија и наставио се и у каснијим годинама, када су већина представа на Блекстоуну биле представе које су већ освојиле Пулицерову награду или награду Тони, а уручиле су их компаније из Њујорка.
Током прве деценије рада, позориште Блекстоун приказало је низ јединствених продукција. Међу њима су били и наступи играча Стратфорд на Ејвону. Под режијом Ф.Р. Бенсона, понудили су четрнаест Шекспирових представа током две недеље почетком новембра 1913. године. Такође је била запажена презентација Џорџа Бернарда Шава „Пигмалион” 1914. У позоришту су глумили Ана Павлова 1916. године и Луис Дизнии Паркер.
Током периода у којем није било изведених представа, Блекстоун је отворио своја врата за догађаје које су спонзорисале грађанске и братске организације, попут Елкса или Универзитета у Чикагу . Када су „Велике сестре” још увек биле нова организација, често су имале окупљања у Блекстоуну. Позориште је такође био дом великог женског гласачког скупа и конференције 1916. године; присуствовало је 1.200 суфрагиста из свих делова Сједињених Држава. У складу са временом, неки од наступа са бине Блекстоун чули су се на радио станици ВТАС из околине Чикага, захваљујући власнику станице Чарлсу Ербстејну, који је сматрао да је добра идеја да се позориште користи за пренос уживо, и почео да то ради почетком 1925. године.
Будући да је позориште Блекстоун био домаћин многих турнеја. Неки од глумаца који су красили бину Блекстоуна били су Вилијам Жилет, Етел Бариморе, Џон Бариморе, Хелен Хејз, Рут Гордон, Катарин Корнел, Корнелија Отис Скинер и Спенсер Трејси. Током двадесетих година 20. века Блекстоун је представио 60 представа драмских писаца попут Џорџа Бернанда Шава, Еугена О'Нила, Шена О'Кејсија, Артура Винга, Ричарда Шеридана, Бена Џонсона Шваба, Бена Џонсона и друге.

## Период након гашења компаније Блекстоун
Крајем 1930. године објављено је да је позоришна компанија Блекстоун раскинула свој закуп. Ерлангер је умро је у марту, 1930. године земља је била усред Велике депресије, а извештаји у новинама напомињу да је много предузећа страдало. Власници зграда Џон и Трејси Дрејк управљали су позориштем до 1931. године. Године 1934. они су изнајмљивали позориште на годину дана.
Позориште Блекстоун је тридесетих година спасио Пројекат Федералног театра, који је позориште узео у закуп 1936. године и наставио да га користи за пробе и продукције све док 1939. године. Током овог периода, позориште је било домаћин оригиналних представа. Године 1940. позориште је изнајмио Оскар Сертин, који је уприличио „Живот с оцем” у улози Лилијан Гиш, а отворено је у фебруару, а закуп је итрајао више од годину дана. Следеће године, Бади Ебсен је глумио у „Лаку ноћ даме!“, која је извођена 100 недеља. Од 1942. до 1945. позориштем је управљало предузеће „Славин”.
Године 1945. обновљена позоришна компанија Блекстозн управљала је двораном све до 1948. када су позориште купила браћа Шуберт. С порастом других облика забаве, као што је телевизија, присуство у биоскопима уживо и позориштицма је опало, а Шубертова организација је смањила Блестоун сезону са 28 седмица на 14 недеља годишње. Блекстоун је био затворен од  1986. до августа 1988., када се поново отворио у представи Лили Томлин „Трагање за знаковима интелигентног живота у свемиру”. У то време, Шубертска организација је одлучила да је време да се ослободи свих позоришта у Чикагу, осим позоришта Шуберт у улици Монро. Школа драме Гудман основана је 1925. године. Приступила је Универзитету Депол 1978. године, а преименована је у Позоришну школу на Универзитету Депол 1985. Међу алумнијима су Гилијан Андерсон, Џон С. Реили, Скот Елис, Џо Мантегна, Теони В. Алдредге, Карл Малден,Мајкл Рукер, Елизабет Перкинс, Џуди Грир и Еуген Ли.
Када је Шубертова организација одлучила да одвоји већину својих позоришта у Чикагу, зграда Блекстоун позоришта  понуђена је Универзитету ди Пол. Позоришна школа почела је званично да наступа у Блекстоуну 21. марта 1989. године продукцијом представе „Мизантроп”. Године 1992. Харолд и Мерле Рескин извршили су велику донацију Позоришној школи, а 20. новембра позориште је преименовано у Позориште Мерле Рескин. Мерле Рескин провела је пет година као професионална глумица и појавила се на Бродвеју.  Одустала је од каријере након што се удала за Рескина 1955. године; међутим, провела је тридесет година као регионални ревизор Средњег запада Америчке академије драмских уметности.
Поред Позоришне школе, зграду користе и друге уметничке организације.  Позориште је главни простор представа у овом делу град. Сваке године глумачка школа представља серије који се одржавају током академске године у позоришту Мерле Рескин. Чикаго Плејвркс представља дела намењена породицама и младој публици, док серија Швовејс нуди савремене представе и класике.